# Kritisk realism
Kritisk realism är en kunskapsteoretisk uppfattning som är kritisk eftersom den hävdar att allt inte nödvändigtvis är som vi uppfattar det vara. Uppfattningen är realism eftersom den utgår ifrån att det på en fundamental organisationsnivå existerar en objektiv verklighet bestående av objekt, naturlagar och andra mekanismer som är oberoende av vår kunskap och som ger upphov till våra intryck. Med andra ord innebär uppfattningen att man ska vara på sin vakt mot att blanda ihop sina intryck av objekten med objekten själva. 
Uppfattningen föreskriver andra metoder vid studiet av samhällen än vid studiet av naturen, och beskriver en gränslinje dem emellan. Vid studier av naturen kan mekanismer beskrivas med generellt giltiga prediktionsmodeller som har observerbara effekter - till exempel gravitation eller ålder. I den sociala sfären kan kritisk realism användas för att kartlägga mekanismer, men dessa är inte generaliserbara, extrapolerbara och predikterbara i lika hög grad, eftersom sociala regler, mekanismer och strukturer är skapade av människor, är föränderliga och skiljer mellan kulturer, grupper och individer. 

## Kritisk realism som perceptionsfilosofi
Det här avsnittet är helt eller delvis baserat på material från  engelskspråkiga Wikipedia, Critical realism (philosophy of perception), tidigare version.
En viktig princip inom kritisk realism är att tingen har primära egenskaper (objektivt existerande) som till exempel storlek, form och rörelse, men att vi också upplever dem genom sekundära (subjektberoende) egenskaper som till exempel färg, lukt och smak, och att vår förståelse av verkligheten utifrån dessa sinnesdata blir beroende av vår kunskap. Denna filosofi definierades i modern tappning på 1970-talet främst genom vetenskapsteoretikern Roy Bhaskar, men har historiska rötter hos Demokritos och antikens atomister, vilka efter medeltiden fick förnyad aktualitet med den vetenskapliga revolutionen under renässansen och upplysningstiden. Till exempel var Galilei noga med att definiera fysiska ting utifrån primära och sekundära egenskaper, medan filosofen John Locke var den förste att formulera distinktionen dem emellan.
Uppfattningen skiljer sig från andra sorters realism genom att den betonar att våra sinnen är begränsade och ofullkomliga och kan vilseleda oss från tingens eller fenomenens verkliga karaktär. Av denna anledning måste kunskap vara en process och något man uppnår; det krävs arbete för att nå bakom eller bortom det vilseledande yttre. Att ting existerar oberoende av vad vi vet om dem samt att det krävs kognitivt arbete för att komma så nära deras verkliga natur som möjligt, implicerar att det vi vet nu alltid bör stå öppet för modifiering, komplettering eller korrigering i ljuset av vidare insikter från observationer, experimentella bevis, tolkningar, dialoger etc.

## Kritisk realism som samhällsvetenskaplig filosofi
Det här avsnittet är helt eller delvis baserat på material från  engelskspråkiga Wikipedia, Critical realism (philosophy of the social sciences), tidigare version.
Kritisk realism har blivit en inflytelserik rörelse inom bland annat brittisk sociologi och samhällsvetenskap främst genom den engelske sociologen Roy Bhaskar. Uppfattningen står i kontrast till både empirism/positivism (som inte tror att vi kan ha kunskap om något annat än det vi kan observera med våra sinnen, men ställer hög tilltro till sinnesdata) och postmodern kritik/poststrukturalism (som inte försöker kartlägga strukturer och mekanismer, utan tolkar människors attityder till strukturer och mekanismer).
Kritisk realism innefattar samhällsvetenskapliga metoder med syfte att kartlägga de mekanismer som förorsakar sociala händelser, men med hänsyn till att mekanismerna är i ett mycket större tillstånd av förändring än den fysiska världens mekanismer till följd av att mänskliga strukturer förändras lätt, bland annat för att människor är kapabla att medvetet reflektera över mekanismer och förändras.

## Teologisk kritisk realism
Det här avsnittet är helt eller delvis baserat på material från  engelskspråkiga Wikipedia, Theological critical realism, tidigare version.
Kritisk realism som vetenskapsfilosofi ska inte sammanblandas med teologisk kritisk realism, men de delar idéer. Teologisk kritisk realism förespråkas av en grupp teologer som vill visa att det vetenskapliga språket och kristen teologi har likheter, och kan användas som utgångspunkt för en dialog mellan de två. N.T. Wright, nytestamentlig forskare och pensionerade anglikansk biskop av Durham, skriver om detta ämne: 
| ”                                        | ... Jag föreslår en form av kritisk realism. Detta är ett sätt att beskriva processen att "veta" som erkännande av kända tings realitet som något annat än kunskapen om dem (därav "realism"), samtidigt som den erkänner att den enda tillgång vi har till denna realitet ligger längs en spiralväg av adekvat dialog eller konversation mellan den som bär på kunskapen och kunskapens objekt (därav "kritisk"). | „ |
| – (Nya Testamentet och Guds folk, s. 35) | |   |

Dessa tankar har formulerats vidare av Bernard Lonergan. Alister McGrath är ny bidragsgivare till denna skola.